# Osmanköseli, Halkapınar
Osmanköseli là một xã thuộc huyện Halkapınar, tỉnh Konya, Thổ Nhĩ Kỳ. Dân số thời điểm năm 2011 là 270 người.